# Hinkelstein (Dautenheim)
Der Hinkelstein ist ein Menhir bei Dautenheim, einem Stadtteil von Alzey im Landkreis Alzey-Worms in Rheinland-Pfalz.

## Lage und Beschreibung
Der Hinkelstein liegt etwa 1 km südöstlich von Dautenheim auf dem Kloppberg kurz unterhalb des höchsten Punktes. Er markierte ursprünglich die Grenze zwischen Dautenheim und dem Huckenhof. 250 m nordwestlich wurden spätbronzezeitliche Funde geborgen, die auf zerstörte Grabhügel, eine Siedlung oder einen Opferplatz hindeuten könnten.
Der Menhir besteht aus Kalkstein, als dessen Herkunftsort der nahe gelegene Talhang identifiziert werden konnte. Er hat eine stark verwitterte, löchrige Oberfläche. Er hat eine Höhe von 100 cm, eine Breite von 80 cm und eine Tiefe von 70 cm. Er ist unregelmäßig geformt und besitzt stark abgerundete Kanten.